# Entre el amor y el deseo
Entre el amor y el deseo é uma telenovela mexicana produzida por María del Carmen Marcos e Mirna Ojeda e exibida pela Azteca entre 27 de setembro de 2010 e 20 de maio de 2011. 
Durante duas semanas foi exibida a partir das 22:00. Com o fim da telenovela La loba, passou a ser exibida às 21:30.
Baseada na telenovela brasileira produzida pela Rede Globo, Louco Amor, produzida em 1983.
Foi protagonizada por Lorena Rojas e Víctor González com antagonização de Margarita Gralia e Álvaro Guerrero.

## Enredo
Luis Carlos é um jovem nobre e entusiasta que trabalha com a mãe para a família Dumont. Don Edgar Dumont, um homem de bom coração, paga seus estudos quando vê o grande potencial que o jovem tem para escrever. Ao mesmo tempo, Claudia, uma bela jovem e filha de uma costureira, vai com a mãe entregar uma toalha de mesa na casa da família Dumont, onde conhece Luis Carlos e imediatamente se apaixona por ele. No entanto, esse encontro coincide com a chegada de Andrés, irmão de Don Edgar, Renata, a esposa de Andrés, e os filhos  Felipe e Patricia, jovem  filha promíscua e caprichosa. Patricia se prepara para seduzir Luis Carlos e acaba conseguindo, mas Renata descobre o caso de amor.
Depois disso, Renata culpa Luis Carlos por ter causado o que aconteceu e pela cicatriz que permanecerá por toda a sua vida. Luis Carlos se torna vítima do mal de Renata, que o aprisiona em uma prisão, onde ele é torturado por ordem dessa mulher. Claudia se torna seu único consolo. Também é separado do filho que Patricia espera dele. Os anos passam e Luis Carlos busca vingança e encontrar seu filho com a ajuda Claudia, seu grande amor.

## Elenco
- Lorena Rojas - Claudia Fontana Martínez
- Víctor González - Luis Carlos Márquez / Luis Carlos Valdivieso Garcia
- Margarita Gralia - Renata Dumont / Agetilde Garcia / Marietta Cussi
- Alexandra Graña - Patricia Dumont
- Fernando Luján - Edgar Dumont
- Héctor Bonilla - Alfredo Fontana
- Verónica Merchant - Muriel Toledo De la Garza
- Francisco de la O - Guillermo De la Garza
- Mauricio Aspe - Marcio García
- Sergio Kleiner - Sergio Valdivieso
- Pedro Sicard - Rafael Valdivieso Eliade
- Cinthia Vázquez - Sofía Fontana Martínez
- Álvaro Guerrero - Fernando Lins
- Gina Moret - Isolda Márquez
- Jorge Luis Vázquez - Felipe Dumont Garcia
- Cecilia Ponce - Sara Rincón Del Real
- Eugenio Montessoro - Andrés Dumont
- Fernando Sarfatti - Pedro Welingtona
- Marta Aura - Elvira Martínez de Fontana
- Amaranta Ruiz - Gisela Sánchez Terrazas de Dumont
- Mauricio Bonet - Adriano Toledo
- Cecilia Piñeiro - Lucía De la Garza de Lins / Lucía De la Garza de Toledo
- Emilio Ramos - Ramoncito Lins De la Garza
- Dino Garcia - Walter
- Carmen del Valle - Beatriz de De la Garza
- Fernando Rubio - Geronimo Garcia
- Estela Calderon - Dominica Sánchez Terrazas
- Ángeles Marín - Ana Maria Martínez
- Verónica Terán - Raquel Fontana
- Adrián Herrera - Gabrielito Dumont García / Gabrielito Valdiviezo Dumont
- Abel Fernando - Acuña
- Javier Escobar - Lauro
- Marina Vera - Denisse
- Ernesto Díaz del Castillo - Edy
- Ximena Pichel - Estela
- Marcelo Buquet - Gonzalo
- Paulette Hernandez - Mónica
- Yolanda Zuñiga - Toña
- José Astorga - Maurice
- Aníbal Navarro - Bernardo Dumont
- Fania Barron - Marilú